# ニコラス・スパークス
ニコラス・チャールズ・スパークス（Nicholas Charles Sparks, 1965年12月31日- ）はアメリカ合衆国のベストセラー作家。キリスト教、愛、悲劇、運命をテーマにした小説を得意とする。1996年から2015年までの19年間で、彼は18冊の長編小説を書いており、うち11作品は映画化された。尚、映画化された最新作は『きみがくれた物語』で、2016年2月5日に全米公開された。映画化された作品は概ね商業的に成功しており、比較的高い評価を得ている。特に2004年公開の『きみに読む物語』は名作として名高く、代表作として知られている。

## 前半生と私生活
スパークスはネブラスカ州オマハで生まれた。父は大学教員、母は眼科医助手であった。兄が1人。妹も1人いたが2000年に死亡した。スパークスは、彼女が『ウォーク・トゥ・リメンバー』の主要登場人物のモデルになっていると語る。
スパークスにはドイツ、チェコ、イングランド、アイルランド系の血が流れており、宗派的にはカトリック教徒として育った。
父の仕事上、スパークス一家は頻繁に転居した。ニコラスは8歳になるまでにミネソタ州、ロサンジェルス、グランド・アイランド（ネブラスカ州）での生活を経験した。1974年にカリフォルニア州フェア・オークスに移り、高校時代まではここに腰を落ち着けた。1984年にベッラ・ヴィスタ高校を卒業（卒業生総代を務めた）。その後、陸上競技の奨学生としてノートルダム大学に入学した。企業金融を専攻。1988年に卒業した後は出版社への就職か法科大学への進学を目指したが、どちらも失敗した。続く3年間は不動産鑑定士、ウェイター、電話勧誘販売業者などの職を経て、自ら製造業の会社を起業した。
学生時代から付き合っていたキャシー・コートと1989年7月にカリフォルニア州サクラメントで結婚した。1992年に薬屋を始め、1993年にはノースカロライナ州ニュー・バーンに移った。2015年、キャシーと離婚した。
彼はニュー・バーン高校や各地の慈善団体に継続的な寄付を行なっている。母校ノートルダム大学の奨学金、インターンシップ、フェロー制度への援助も行なっている。『エンターテイメント・ウィークリー』誌が2008年に報道したところでは、スパークスと夫人はキリスト教系の私立学校エピファニー・スクールに対して「一千万ドル近く」の大金を寄付したという。

## 作家として
1985年（大学一年生の夏休みと、二年生の時代）に最初の小説"The Passing"を書いた（未刊行である）。1989年にも"The Royal Murders"という習作があるが、これも未刊である。
1990年、金メダリストビリー・ミルズと共同で『ウォッキニ - 幸せへの内なる旅』を執筆した。この本はフェザー社、ランダムハウス、ヘイ・ハウスから刊行された。初版は約5万部の売れ行きを示した。
『きみに読む物語』を書いたのはニュー・バーン時代のことで、余暇を利用しての執筆だったという 。その原稿は脱稿の2年後、テレサ・パークというエージェントに「発掘」され、出版されることとなった（1996年10月初版）。本書は刊行後一週間で『ニューヨーク・タイムズ』のベストセラー・リストに載せられた。
『メッセージ・イン・ア・ボトル』、『きみに読む物語』、『奇跡を信じて』（『ウォーク・トゥ・リメンバー』）、『最後の初恋』の4作品は映画化されている。『ラスト・ソング』と『きみを想う夜空に』の2作も2010年に映画化された。。The Lucky One (2008) （『一枚のめぐり逢い』）も2012年に映画化された。
2011年に刊行された『The Best of Me』（『かけがえのない人』）も映画化され、2014年に公開された。

## 著作リスト
- 映像化の際の改称のみ別途記載。

1. 『きみに読む物語』 The Notebook (1996)
2. 『メッセージ・イン・ア・ボトル』 Message in a Bottle (1998)
3. 『奇跡を信じて（英語版）』 A Walk to Remember (1999) （映画化名『ウォーク・トゥ・リメンバー』）
4. The Rescue (2000)
5. 『あの日にかえりたい』 A Bend in the Road (2001)
6. 『最後の初恋』 Nights in Rodanthe (2002)
7. The Guardian (2003)
8. 『きみに読む物語 星空のウェディング』 The Wedding (2003) - 旧題：「きみに読む物語 ‐もうひとつの愛の奇跡‐」
9. Three Weeks with my Brother (2004)
10. True Believer (2005)
11. At First Sight (2005)
12. 『きみを想う夜空に（英語版）』 Dear John (2006) （映画化名『親愛なるきみへ』）
13. 『きみと歩く道（英語版）』　The Choice (2007)  （映画化名『きみがくれた物語』）
14. 『一枚のめぐり逢い』　The Lucky One (2008)
15. 『ラスト・ソング』 The Last Song (2009)
16. 『セイフ ヘイヴン』Safe Haven (2010)
17. The Best Of Me (2011) （映画化名『かけがえのない人』)
18. The Longest Ride (2013)（映画化名『ロンゲスト・ライド』)
19. See Me (2015)
20. Two by Two (2016)
21. Every Breath (2018)
22. The Return (2020)
23. The Wish (2021)

### 共著
- Wokini: A Lakota Journey to Happiness and Self-Understanding 『ウォッキニ - 幸せへの内なる旅』

## 著作の映画化
| 公開年    | タイトル                     | 監督                           | RT 批評家 支持率 | 製作費       | 全世界 興行収入 |
| --------- | ---------------------------- | ------------------------------ | ---------------- | ------------ | --------------- |
| 1999      | メッセージ・イン・ア・ボトル | ルイス・マンドーキ             | 32%              | $80 million  | $118,880,016    |
| 2002      | ウォーク・トゥ・リメンバー   | アダム・シャンクマン           | 27%              | $11 million  | $47,494,916     |
| 2004      | きみに読む物語               | ニック・カサヴェテス           | 52%              | $29 million  | $115,603,229    |
| 2008      | 最後の初恋                   | ジョージ・C・ウルフ            | 30%              | N/A          | $84,375,061     |
| 2010      | 親愛なるきみへ               | ラッセ・ハルストレム           | 29%              | $25 million  | $114,977,104    |
| 2010      | ラスト・ソング               | ジュリー・アン・ロビンソン     | 20%              | $20 million  | $89,041,656     |
| 2012      | 一枚のめぐり逢い             | スコット・ヒックス             | 20%              | $25 million  | $99,357,138     |
| 2013      | セイフ ヘイヴン              | ラッセ・ハルストレム           | 12%              | $28 million  | $97,594,140     |
| 2014      | かけがえのない人             | マイケル・ホフマン             | 8%               | $26 million  | $35,926,213     |
| 2015      | ロンゲスト・ライド           | ジョージ・ティルマン・ジュニア | 31%              | $34 million  | $63,013,281     |
| 2016      | きみがくれた物語             | ロス・カッツ                   | 12%              | $10 million  | $23,420,878     |
| 合計/平均 | 合計/平均                    | 合計/平均                      | 24%              | $288 million | $866,262,754    |